# Pelosina
Pelosina ist eine Gattung gehäusetragender, meeresbewohnender Einzeller aus der Gruppe der Foraminiferen.

## Merkmale
Die Gehäuse sind frei, länglich fadenförmig bis annähernd zylindrisch und verjüngen sich hin zur Apertur. Die Wandung ist dick und agglutiniert, setzt sich also aus Schichten feiner, vereinzelt größerer Partikel aus dem Sediment auf dem Trägermaterial der Wandung zusammen.
Eine feste Schicht organischen Ursprungs kleidet das Innere aus und ragt aus der Apertur hervor. Sie ist baumartig verzweigt und kann zusätzlich auch am Grund des Gehäuses austreten, wo sie sich ebenfalls vielfältig rhizomartig verzweigt und für Verankerung im Untergrund sorgt. 
Pelosina ist weltweit verbreitet.

## Systematik
- Pelosina variabilis (Typusart)
- Pelosina cylindrica

## Nachweise
- Alfred R. Loeblich, Jr., Helen Tappan: Foraminiferal genera and their classification. VanNostrand Publ., New York 1988, ISBN 0-442-25937-9 (2 Bde.), E-Book des Geological Survey Of Iran, 2005